# Metro 2033
Metro 2033 (v izvirniku rusko Метро 2033) je postapokaliptični znanstvenofantastični roman ruskega pisatelja in novinarja Dimitrija Gluhovskega, ki je prvič izšel leta 2005 pri založbi Eksmo.
Kot izdaja naslov, je zgodba postavljena v Moskvo leta 2033, 20 let po jedrskem spopadu, po katerem je površje neprimerno za preživetje, zato so se preživeli umaknili v sistem moskovske podzemne železnice. Spremlja 24-letnika Artjoma, ki se je rodil tik pred jedrsko kataklizmo in se mora zaradi grožnje t. i. »Temnih« podati v omrežje rovov ter postaj, ki jih naseljujejo različne frakcije preživelih.
Roman je postal mednarodna uspešnica, prevedena v več kot 30 jezikov. Slovenski prevod Valerije Peternel in Višnje Fičor je leta 2011 izdala Založba Sanje.

## Zgodba
Artjom živi na postaji VDNH (»Razstavišče«) moskovske podzemne Kaluško-riške linije, kjer dela v pridelavi gob za hrano in kot član patrulj po okoliških tunelih. Kot dojenčka ga je vzel k sebi oficir Suhoj in ga s tem rešil pred hordo podgan, ki so preplavile sosednjo postajo ter ubile njegovo mater. Suhoj, član vodstva VDNH, je Artjoma vzgojil kot sina.
Nekega dne pride na postajo mož z imenom Hunter, ki išče Suhoja. Govorijo o stanju na postaji, ki je tarča vedno močnejših napadov skrivnostnih bitij, znanih kot »Temni«, ki zbujajo grozo vseh prebivalcev. Pred odhodom Hunter govori na samem z Artjomom. Ta Hunterju prizna, da je pred 10 leti s prijateljem skrivoma odšel na površje prek sosednje postaje Botanični vrt in da jima ob vrnitvi ni uspelo zapreti izhoda, zato ga verjetno Temni vse od takrat uporabljajo za dostop do omrežja pod zemljo. Hunter mu pove, da namerava iti v izvidnico proti Temnim in da mora Artjom odnesti sporočilo nekomu po imenu Melnik, če se ne vrne. Artjom zaradi občutka odgovornosti sprejme nalogo.
Kmalu po tistem Artjom doživi videnje, zato se odpravi proti središču sistema podzemne železnice, kjer naj bi pri frakciji Polis našel Melnika. Njegov prvi tovariš, Bourbon, umre zaradi napada skrivnostne psihične sile, ki prihaja iz prezračevalnih cevi. Nato ga vodi mistik Khan, ki ga pripelje do postaje Kitaj-Gorod pod nadzorom zločinskih tolp. Takrat postajo napadejo sile Četrtega rajha, ki ujamejo Artjoma in ga obsodijo na smrt zaradi uboja častnika. Tik pred usmrtitvijo ga reši skupinica revolucionarjev. Pustijo ga na postaji Pavelecka, kjer pa njegovo pot proti Polisu križa Obročasta linija, kjer frakcija Hansa izvaja strog mejni nadzor. Artjom je med ujetništvom izgubil potni list, med poskusom pridobitve novega po manj legalni poti pa ga znova aretirajo. Po spletu okoliščin mu vendarle uspe pobegniti, doseči Polis in najti Melnika, ki mu preda sporočilo.
Vodstvo Polisa se ne želi vmešati, vendar stopi v stik z njim frakcija Brahminov, raziskovalcev, ki zbirajo knjige iz knjižnice nad njihovo postajo. Ponudijo mu rešitev pred Temnimi v zameno za Artjomovo pomoč pri iskanju svete knjige, saj verjamejo, da jo lahko najde s pomočjo svoje psihične dojemljivosti. Artjom zato odpotuje na površje v spremstvu Melnika in mladega Brahmina Daniela. Po vstopu v knjižnico jih napadejo »knjižničarji«, mutirana bitja, ki prebivajo v njej. Daniel je smrtno ranjen, vendar pred smrtjo izroči Artjomu njegovo nagrado, zapis lokacije delujočega raketnega silosa. Artjom in Melnik uideta brez knjige in se prebijeta do Kijevske postaje. Melnik odide po okrepitve, med njegovo odsotnostjo pa Artjom pomaga pri iskanju izgubljenega otroka. Artjoma in otrokovega očeta med iskalno akcijo ugrabi pleme ljudožercev, ki časti »Velikega Črva«. Reši ju enota bojevnikov pod Melnikovim vodstvom in skupaj uidejo v Metro-2, skrivno omrežje predorov, ki vodi do raketnega silosa.
Ekipa pride do postaje, ki vodi v kremelj, kjer se nahaja mutirano biološko orožje, bitje, ki jih poskuša hipnotizirati in požreti. Več mož umre preden jim uspe zamotiti bitje tako, da razstrelijo rezervoar goriva. Glavnina moštva se od tam odpravi do silosa, Artjoma pa spremljajo nazaj skozi podzemlje, da bi usmerili ogenj z najprimernejšega dvignjenega mesta, Ostankinskega stolpa. Na poti se ustavijo na postaji VDNH, ki so jo Temni že skoraj osvojili. Na hitro se spet sreča s Suhojem, nato pa se povzpne na stolp, kjer njegov del ekipe sporoči moštvu v silosu lokacijo gnezda Temnih. Takrat pa ima Artjom še eno videnje, povezano z njegovimi stalnimi nočnimi morami. Spozna, da so Temni pravzaprav poskušali vzpostaviti stik, vendar niso bili sposobni komunicirati s preživelimi. Le on sam je dovzeten za njihova telepatska sporočila, ostali pa so nanje reagirali z nasiljem. Ko pride do zaključka, da bi lahko obe rasi sodelovali, padejo rakete in Temni so uničeni. S spoznanjem, da je bilo vse zaman, Artjom strga plinsko masko z obraza in se objokan odpravi nazaj domov.

## Odziv
Avtor je knjigo sprva ponudil brezplačno na svojem blogu, kjer je leta 2002 kot nekakšen eksperiment objavil nekaj poglavij in nato pisal nova, upoštevajoč sproten odziv bralcev. Zgodba je po avtorjevih besedah pritegnila nekaj milijonov obiskovalcev, na račun česar je dobil priložnost izdati knjigo pri uveljavljenem založniku in tudi ta je postala uspešnica s približno pol milijona prodanih izvodov samo v Rusiji (čeprav je še vedno dostopna tudi brezplačno). Leta 2009 je izšlo nadaljevanje, Metro 2034, ki mu je sledil še Metro 2035, leta 2010 pa je založnik THQ izdal tudi istoimensko videoigro, vzporedno s čimer je izšel angleški prevod prvenca. Romani skupaj z igro in njenimi nadaljevanji ter nekaj manjšimi deli tvorijo franšizo Metro.
Ob izidu igre se je za projekt začel zanimati tudi Hollywood. Do leta 2012 je pravice za filmsko upodobitev odkupil studio MGM, ki je dodelil projekt producentu Marku Johnsonu. Vendar pa je bil projekt preklican, ker je Gluhovski zavrnil možnost, da bi film »amerikanizirali« in postavili dogajanje v Washington, D.C., zaradi česar po njegovih besedah ne bi mogli prepričljivo vplesti komunistov in nacistov, posebej problematična pa bi bila tudi simbolika Temnih, ki si jih ni zamislil kot namig na Afroameričane.